# Abramo Massalongo
Abramo Bartolommeo Massalongo, né le 13 mai 1824 à Tregnago et mort le 25 mai 1860 à Vérone est un paléobotaniste et lichénologue lombardo-vénitien.

## Biographie
Il est le père de Caro Benigno Massalongo, botaniste bryologue.